# 規定舞

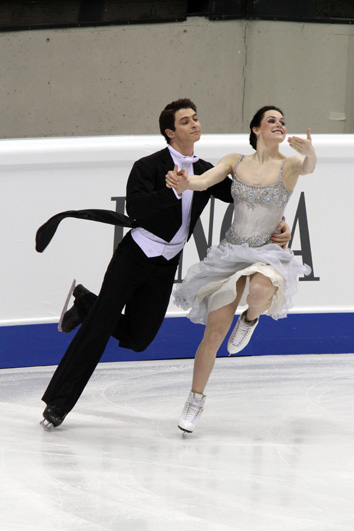
在出演金色華爾兹的特莎·弗丘和斯科特·莫伊爾

規定舞（英語：Compulsory dance，簡稱），現改稱為圖樣舞（英語：Pattern dance），是冰舞競技的項目之一。選手要以穩定的節奏和姿態準確地演出一段由官方指定的舞型，多數的冰舞比賽會有至少一段規定舞。首批規定舞型是由英國的冰舞隊伍於1930年代創作，並在1952年世界花式滑冰錦標賽中首次被納入為冰舞競技項目，但最終於2010年和創編舞一同被短曲取代。

## 歷史

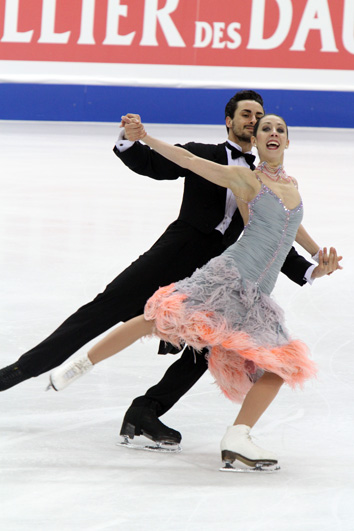
在2010年世界花式滑冰錦標賽中出演金色華爾兹的費德麗卡·費埃拉和馬西莫·斯卡利

規定舞於1952年首次被納入為世界花式滑冰錦標賽的冰舞競技項目。該項目要求冰舞者在溜冰場上演出由官方指定的舞型一至兩次，選手要準確地複製舞步和保持穩定的節奏，並按選手完成的圖樣、步法和重復完成動作的次數逐項評分。規定舞能反映舞者的基本功架且更易讓評判進行比較。規定舞初期被英國選手長年稱霸，在自1952年起的十六屆賽事中，有十二屆都是由英國選手奪冠。大部份早期的規定舞型都是由英國隊在1930年代原創，部份被沿用至今。在第一屆冰舞比賽中，規定舞的佔分比重為總分的60%，但在往後一直被調低。及至1967年，冰舞競技以新項目創編舞取代了第二節規定舞。1988年，在男子和女子單人滑取消了規定圖形後，規定舞再由三節減至兩節。
國際奥林匹克委員會多次要求將冰舞競技的三項競技內容減至兩項，最終國際滑冰總會在2010年經投票後決定取消規定舞和創編舞，並將規定舞更名為圖樣舞，合併到新增的短曲項目中。時任總會主席奧塔維奧·辛奎塔曾在訪問中指「規定舞對現場和電視觀眾都不太吸引」，因此決定取消該項目。短曲以兩段同樣主題的圖樣舞組成，主題和韻律由大會決定，而評判要以選手能否將主題和圖樣融入整場短曲表演作為評分準則。
2010年世界花式滑冰錦標賽是最後一場有規定舞項目的國際賽事。該屆錦標賽的規定舞型為金色華爾兹，意大利選手費德麗卡·費埃拉和馬西莫·斯卡利是最後一對在國際賽上進行規定舞演出的組合。

## 舞型

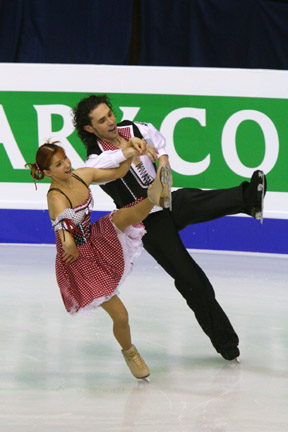
在出演洋基波爾卡的加娜·霍克洛娃和謝爾蓋·諾維特斯基

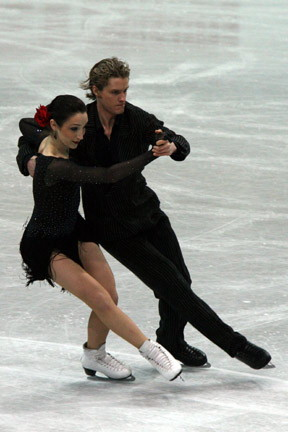
在出演阿根廷探戈的梅莉·戴維斯和查理·懷特

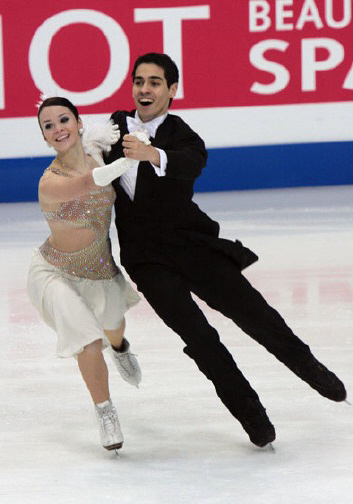
在出演芬蘭快步的安娜·卡佩利尼和盧卡·蘭諾特

以下列表僅收錄曾於國際賽事上演出的舞型，並非目前世界上所有原創的規定舞：
| 名稱               | 首次演出 | 原創者                                                                   |
| ------------------ | -------- | ------------------------------------------------------------------------ |
| 十四步（）         | 1889年   | 弗朗茨·舍勒（）                                                          |
| 歐式華爾兹（）     | 1900年前 |                                                                          |
| 美式華爾兹（）     |          |                                                                          |
| 基立安舞（）       | 1909年   | 卡爾·施賴特爾（）                                                        |
| 探戈（）           | 1932年   | 保羅·克雷奇科夫（）、特魯迪·哈里斯（）                                   |
| 狐步舞（）         | 1933年   |                                                                          |
| 歐式華爾兹（）     | 1900年前 | 埃里希·范·德·魏登（）、伊娃·基茨（）                                     |
| 阿根廷探戈（）     | 1934年   | 雷金納德·J·威爾基（）、達芙妮·B·沃利斯（）                               |
| 藍調（）           | 1934年   | 羅伯特·登奇（）、萊斯利·特納（）                                         |
| 搖桿狐步舞（）     | 1934年   | 埃里希·范·德·魏登、伊娃·基茨                                             |
| 維也納華爾兹 （）  | 1934年   | 埃里希·范·德·魏登、伊娃·基茨                                             |
| 鬥牛舞（）         | 1938年   | 雷金納德·J·威爾基、達夫妮·B·沃利斯                                       |
| 快步（）           | 1938年   | 雷金納德·J·威爾基、達夫妮·B·沃利斯                                       |
| 倫巴（）           | 1938年   | 華特·格雷戈里（）                                                        |
| 西敏寺華爾兹（）   | 1938年   | 埃里希·范·德·魏登、伊娃·基茨                                             |
| 銀色森巴（）       | 1963年   | 寇特妮·瓊斯（）、佩里·V·霍恩（）                                         |
| 星光華爾兹（）     | 1963年   | 寇特妮·瓊斯、佩里·V·霍恩                                                 |
| 洋基波爾卡（）     | 1969年   | 吉姆·斯萊基、茱蒂·史瓦邁耶、羅納德·盧丁頓                                |
| 拉文斯堡華爾兹（） | 1973年   | 安潔莉卡·巴克、埃里希·巴克、貝蒂·卡勒維                                  |
| 浪漫探戈（）       | 1974年   | 柳德米拉·帕克霍莫娃、亞歷山大·戈爾什科夫、艾蓮娜·柴可夫斯基              |
| 奥地利華爾兹（）   | 1979年   | 蘇西·漢德施曼、彼得·漢德施曼                                             |
| 金色華爾兹（）     | 1987年   | 娜塔莉亞·杜博娃、瑪麗娜·克里莫娃、謝爾蓋·波諾馬倫科                      |
| 冰凍恰恰舞（Cha Cha Congelado）     | 1989年   | 伯納德·福特、凱利·詹森、羅利·帕爾默（Laurie Palmer）、史蒂夫·貝蘭格（Steven Belanger）               |
| 芬蘭快步（Finnstep）       | 1995年   | 蘇珊娜·拉卡莫、佩特里·科克庫、馬丁·斯科特尼斯基                          |
| 午夜布魯斯（Midnight Blues）     | 2001年   | 羅伊·布拉德肖（Roy Bradshaw）、蘇·布拉德肖（Sue Bradshaw）、馬克·布拉德肖（Mark Bradshaw）、茱莉·麥克唐納（Julie MacDonald） |

## 引用資料
- Hines, James R. (2011). Historical Dictionary of Figure Skating. Lanham, Maryland: Scarecrow Press. ISBN 978-0-8108-6859-5.
- US Figure Skating Association (1998). "The OFFICIAL BOOK OF FIGURE SKATING". Simon & Schuster ISBN 978-0-6848-4673-6
- U.S. Figure Skating (2009). "The 2010 Official U.S. Figure Skating Rulebook". Archived from the original on 2018-07-18. Colorado Springs, Colorado.